# 성신여자사범대학 부속여자고등학교
성신여자사범대학 부속여자고등학교(誠信女子師範大學 附屬女子高等學校)는 서울특별시 성북구에 있었던 사립 고등학교이다.

## 연혁
- 1969년 1월 10일 : 개교
- 1982년 2월 28일 : 폐교[1]

## 같이 보기
- 성신여자대학교
- 성신여자고등학교
- 성신여자중학교
- 성신초등학교 (서울)